# Loretta Young
Loretta Young (Salt Lake City, 6 de gener de 1913 − Los Angeles, 12 d'agost de 2000) va ser una actriu estatunidenca. És germana de les actrius Polly Ann Young i Sally Blane.

## Biografia

### Infantesa
Loretta va néixer Gretchen Young a Salt Lake City, Utah. A la seva confirmació, agafarà el nom de Michaela. Ella i la seva família es traslladen cap a Hollywood quan només té tres anys. Loretta i les seves dues germanes Polly Ann Young i Elizabeth Jane Young (nom d'escena Sally Blane) també treballen com a actrius. Fa el seu primer paper als 3 anys a  The Primrose Ring . L'estrella de la pel·lícula Mae Murray, va estimar-se tant la petita Gretchen que va voler adoptar-la. Malgrat el rebuig a la seva mare, la noia va ser autoritzada a viure dos anys amb l'estrella.
La seva germanastra Georgiana (filla de la seva mare i del seu sogre George Belzer) es casarà amb l'actor Ricardo Montalbán.
Passa els seus anys d'institut a la Ramona Convent Secondary School.

### Vida privada - la seva relació amb Clark Gable

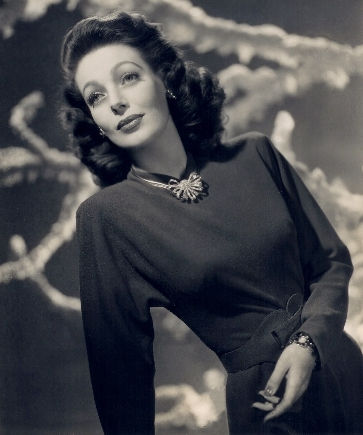
Loretta Young (1940)

El 1935, Loretta té una relació amb Clark Gable, llavors un home casat, en el rodatge de The Call of the wild. L'actriu queda embarassada. A conseqüència dels codis morals de la indústria del cinema i per evitar els danys per l'escàndol sobre les seves dues carreres, els estudis guarden silenci. De tornada de llargues «vacances» (durant les quals pareix la seva filla), Loretta anuncia que adopta una nena. La nena creix amb el nom de Judy Lewis, després d'haver agafat el nom del segon marit de la seva mare, el productor Tom Lewis.
Des de la seva autobiografia Uncommon Knowledge , hom es va burlar de Judy a causa de les seves orelles heretades del seu pare, Clark Gable. Al documental Girl 27 , afirma que la seva mare li feia portar un barret i diu que li van fer una operació als 7 anys per retallar les seves grans orelles. Va haver de sofrir rumors, algunes cruels observacions de camarades a l'escola, tot sabent secretament que Clark Gable era el seu pare biològic. Loretta Young va animar l'actor a retre'ls visita de tant en tant, per parlar amb Judy, com a simple amic de la família.
Si cal creure's Nigel Cawthorne, Loretta Young va ser un temps la rival de Joan Crawford davant de Gable, Spencer Tracy (aquest últim hauria deixat la seva dona per a Loretta) i Franchot Tone.

### Carrera
Figurant com a nena a Laugh, Clown, Laugh amb Lon Chaney i a The Sheick amb Rudolph Valentino com a protagonista, segons Gérard Legrand debuta veritablement als 14 anys «en un paper transvestit que treu a una de les seves tres germanes grans» (a Naughty but nice ).
Rival de la rossa Jean Harlow a Platinum Blonde de Frank Capra (1931), la seva bellesa morena i llisa la disposa a les composicions exòtiques, com a The Hatchet Man  dirigida per William A. Wellman; aquest la retrobarà a Heroes for sale i The Call of the wild amb Clark Gable. La jove actriu treballa moltes vegades per a William Dieterle, però és amb Frank Borzage que troba un dels seus millors papers en A man's castle (1933) amb Spencer Tracy. Una altra de les seves pel·lícules mítiques, Zoo in Budapest , és rodada el mateix any per Rowland V. Lee.
L'estrella des d'aleshores treballa en produccions de prestigi, com The Crusades de Cecil B. DeMille, Ramona de Henry King, Suez d'Allan Dwan. Passa de l'aventura a la comèdia (Love Is News de Tay Garnett el 1937 per exemple), col·leccionant els companys més brillants: Ronald Colman, Charles Boyer, Cary Grant, Tyrone Power, Don Ameche, David Niven, Henry Fonda, Fredric March, Alan Ladd, Gary Cooper…
El 1936 Ladies in Love li dona com a rivals Janet Gaynor, Constance Bennett i Simone Simon, i a Suez és davant d'Annabella - totes aquestes actrius tenen contracte amb la Fox en els anys 30. Cawthorne la situa entre les pretendents més ben col·locades al paper de Scarlett O'Hara a  Allò que el vent s'endugué, amb Paulette Goddard, Katharine Hepburn, Bette Davis i Susan Hayward entre d'altres.
Frank Lloyd, Busby Berkeley, Mervyn LeRoy jalonen la seva carrera, i figura també a Four men and a prayer de John Ford i The Strangers d'Orson Welles (1946). Amb un Oscar per The Farmer's Daughter a de H. C. Potter (1947), malgrat innegables èxits sobretot en el registre fantàstic (comèdies de Walter Lang, Alexander Hall, George Sidney), Loretta Young es retira de les grans pantalles el 1953.

## Filmografia
- 1917: The Primrose Ring de Robert Z. Leonard (no surt als crèdits)
- 1917: Sirens of the Sea d'Allen Holubar: Una nena
- 1919: The Only Way: Una nena
- 1919: White and Unmarried de Tom Forman: Una nena (no surt als crèdits)
- 1921: The Sheik de George Melford: Una nena (no surt als crèdits)
- 1927: Naughty But Nice de Millard Webb (no surt als crèdits)
- 1927: Her Wild Oat de Marshall Neilan (no surt als crèdits)
- 1928: The Whip Woman de Joseph C. Boyle: Una noia
- 1928: Laugh, Clown, Laugh de Herbert Brenon: Simonetta
- 1928: The Magnificent Flirt de Harry d'Abbadie d'Arrast: Denise Laverne
- 1928: The Head Man d'Edward F. Cline: Carol Watts
- 1928: Scarlet Seas de John Francis Dillon: Margaret Barbour
- 1929: The Squall d'Alexander Korda: Irma
- 1929: The Girl in the Glass Cage de Ralph Dawson: Gladys Cosgrove
- 1929: Fast Life de John Francis Dillon: Patricia Mason Stratton
- 1929: The Careless Age de John Griffith Wray: Muriel
- 1929: The Forward Pass d'Edward F. Cline: Patricia Carlyle
- 1929: The Show of Shows de John G. Adolfi
- 1930: Loose Ankles de Ted Wilde: Ann Harper Berry
- 1930: The Man from Blankley's d'Alfred E. Green: Margery Seaton
- 1930: The Second Floor Mystery de Roy Del Ruth: Marion Ferguson
- 1930: Road to Paradise de William Beaudine: Mary Brennan / Margaret Waring
- 1930: War Nurse d'Edgar Selwyn: Una infermera (no surt als crèdits)
- 1930: Kismet de John Francis Dillon: Marsinah
- 1930: The Truth About Youth de William A. Seiter: Phyllis Ericson
- 1930: The Devil to Pay! de George Fitzmaurice: Dorothy Hope
- 1931: Beau Ideal de Herbert Brenon: Isobel Brandon
- 1931: The Right of Wa de Frank Lloyd: Rosalie Evantural
- 1931: Three Girls Lost de Sidney Lanfield: Norene McMann
- 1931: The Slippery Pearls de William C. McGann: Cameo
- 1931: Too Young to Marry de Mervyn LeRoy: Elaine Bumpstead
- 1931: Big Business Girl de William A. Seiter: Claire 'Mac' McIntyre
- 1931: I Like Your Nerve de William C. McGann: Diane Forsythe
- 1931: Platinum Blonde de Frank Capra: Gallagher
- 1931: The Ruling Voic] de Rowland V. Lee: Gloria Bannister
- 1932: Taxi! de Roy Del Ruth: Sue Riley Nolan
- 1932: The Hatchet Man de William A. Wellman: Sun Toya San
- 1932: Play-Girl de Ray Enright: Buster 'Bus' Green Dennis
- 1932: Week-end Marriage de Thornton Freeland: Lola Davis Hayes
- 1932: Life Begins de James Flood i Elliott Nugent: Grace Sutton
- 1932: They Call It Sin de Thornton Freeland: Marion Cullen
- 1933: Employees' Entrance de Roy Del Ruth: Madeleine Walters West
- 1933: Grand Slam de William Dieterle: Marcia Stanislavsky
- 1933: Zoo in Budapest de Rowland V. Lee: Eve
- 1933: The Life of Jimmy Dolan d'Archie Mayo: Peggy
- 1933: Heroes for sale de William A. Wellman: Ruth
- 1933: Midnight Mary de William A. Wellman: Mary Martin
- 1933: She Had to Say Yes de George Amy i Busby Berkeley: Florence 'Flo' Denny
- 1933: The Devil's in Love de William Dieterle: Margot Lesesne
- 1933: A man's castle de Frank Borzage: Trina
- 1934: The House of Rothschild d'Alfred Werker: Julie Rothschild
- 1934: Born to Be Bad de Lowell Sherman: Letty Strong
- 1934: Bulldog Drummond Strikes Back de Roy Del Ruth: Lola Field
- 1934: Caravan d'Erik Charell: Comtessa Wilma
- 1934: The White Parade d'Irving Cummings: June Arden
- 1935: Clive of India de Richard Boleslawski: Margaret Maskelyne Clive
- 1935: Shanghai de James Flood: Barbara Howard
- 1935: The Call of the Wild de William A. Wellman: Claire Blake
- 1935: The Crusades de Cecil B. DeMille: Bérangère, princesa de Navarra
- 1936: The Unguarded Hour de Sam Wood: Lady Helen Dudley Dearden
- 1936: Private Number de Roy Del Ruth: Ellen Neal
- 1936: Ramona d'Henry King: Ramona
- 1936: Ladies in Love d'Edward H. Griffith: Susie Schmidt
- 1937: Love Is News de Tay Garnett: Toni Gateson
- 1937: Café Metropole d'Edward H. Griffith: Laura Ridgeway
- 1937: Love Under Fire de George Marshall: Myra Cooper
- 1937: Wife, Doctor and Nurse de Walter Lang: Ina Heath Lewis
- 1937: Second Honeymoon de Walter Lang: Vicky
- 1938: Four Men and a Prayer de John Ford: Lynn Cherrington
- 1938: Three Blind Mice de William A. Seiter: Pamela Charters
- 1938: Suez d'Allan Dwan: Eugèna de Montijo
- 1938: Kentucky de David Butler: Sally Goodwin
- 1939: Wife, Husband and Friend de Gregory Ratoff: Doris Borland
- 1939: The Story of Alexander Graham Bel de Irving Cummings: Sra. Mabel Bell
- 1939: Eternament teva (Eternally Yours) de Tay Garnett: Anita
- 1940: The Doctor Takes a Wife d'Alexander Hall: JUna Cameron
- 1940: He Stayed for Breakfast d'Alexander Hall: Marianna Duval
- 1941: The Lady from Cheyenne de Frank Lloyd: Annie Morgan
- 1941: The Men in Her Life de Gregory Ratoff: Lina Varsavina
- 1941: Bedtime Story d'Alexander Hall: Jane Drake
- 1942: A Night to Remember de Richard Wallace: Nancy Troy
- 1943: China de John Farrow: Carolyn Grant
- 1944: Ladies Courageous de John Rawlins: Roberta Harper
- 1944: And Now Tomorrow d'Irving Pichel: Emily Blair
- 1945: El cavaller de l'oest (Along Came Jones) de Stuart Heisler: Cherry de Longpre
- 1946: El desconegut (The Stranger) d'Orson Welles: Mary Longstreet
- 1947: The Perfect Marriage de Lewis Allen: Maggie Williams
- 1947: The Farmer's Daughter d'H. C. Potter: Katrin Holstrom
- 1947: The Bishop's Wife d'Henry Koster: Julia Brougham
- 1948: Rachel i el foraster (Rachel and the Stranger) de Norman Foster: Rachel Harvey
- 1949: La culpa (The Accused) de William Dieterle: Dr. Wilma Tuttle
- 1949: Mother Is a Freshman de Lloyd Bacon: Abigail Fortitude Abbott
- 1949: Come to the Stable d'Henry Koster: sor Margaret
- 1950: Key to the City de George Sidney: Clarissa Standish
- 1951: Motiu d'alarma (Cause for Alarm!) de Tay Garnett: Ellen Jones
- 1951: Half Angel de Richard Sale: Nora Gilpin
- 1952: Paula, de Rudolph Maté: Paula Rogers
- 1952: Because of You de Joseph Pevney: Christine Carroll Kimberly
- 1953: It Happens Every Thursday de Joseph Pevney: Jane MacAvoy
- 1953: Letter to Loretta (sèrie TV/1953-1961: 165 episodis)
- 1979: Has Anybody Here Seen Canada A History of Canadian Movies 1939-1953 - Documental TV - No surt als crèdits: ella mateixa (al sopar dels Oscars, 1942)
- 1986: Christmas Eve de Stuart Cooper (TV): Amanda Kingsley
- 1987: Happy 100th Birthday Hollywood - Documental TV: ella mateixa
- 1989: Lady in the Corner de Peter Levin (TV): Grace Guthrie
- 1995: First 100 Years: A Celebration of American Movies - Documental TV: ella mateixa

## Premis i nominacions

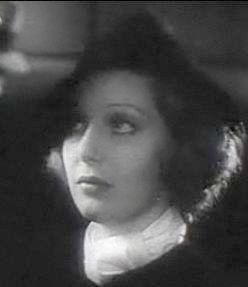
Employees' Entrance (1933)

### Premis
- 1929: WAMPAS Baby Stars
- 1948: Oscar a la millor actriu per The Farmer's Daughter
- 1955: Primetime Emmy a la millor actriu en sèrie dramàtica per Letter to Loretta
- 1957: Primetime Emmy a la millor actriu en sèrie dramàtica per Letter to Loretta
- 1959: Primetime Emmy a la millor actriu en sèrie dramàtica per Letter to Loretta
- 1987: Globus d'Or a la millor actriu en minisèrie o telefilm per Christmas Dove

### Nominacions
- 1950: Oscar a la millor actriu per Come to the Stable
- 1956: Primetime Emmy a la millor actriu en sèrie dramàtica per Letter to Loretta
- 1960: Primetime Emmy a la millor actriu en sèrie dramàtica per Letter to Loretta
- 1961: Primetime Emmy a la millor actriu en sèrie dramàtica per Letter to Loretta
- 1990: Globus d'Or a la millor actriu en minisèrie o telefilm per Lady in the Corner